# تقویم جمهوری فرانسه

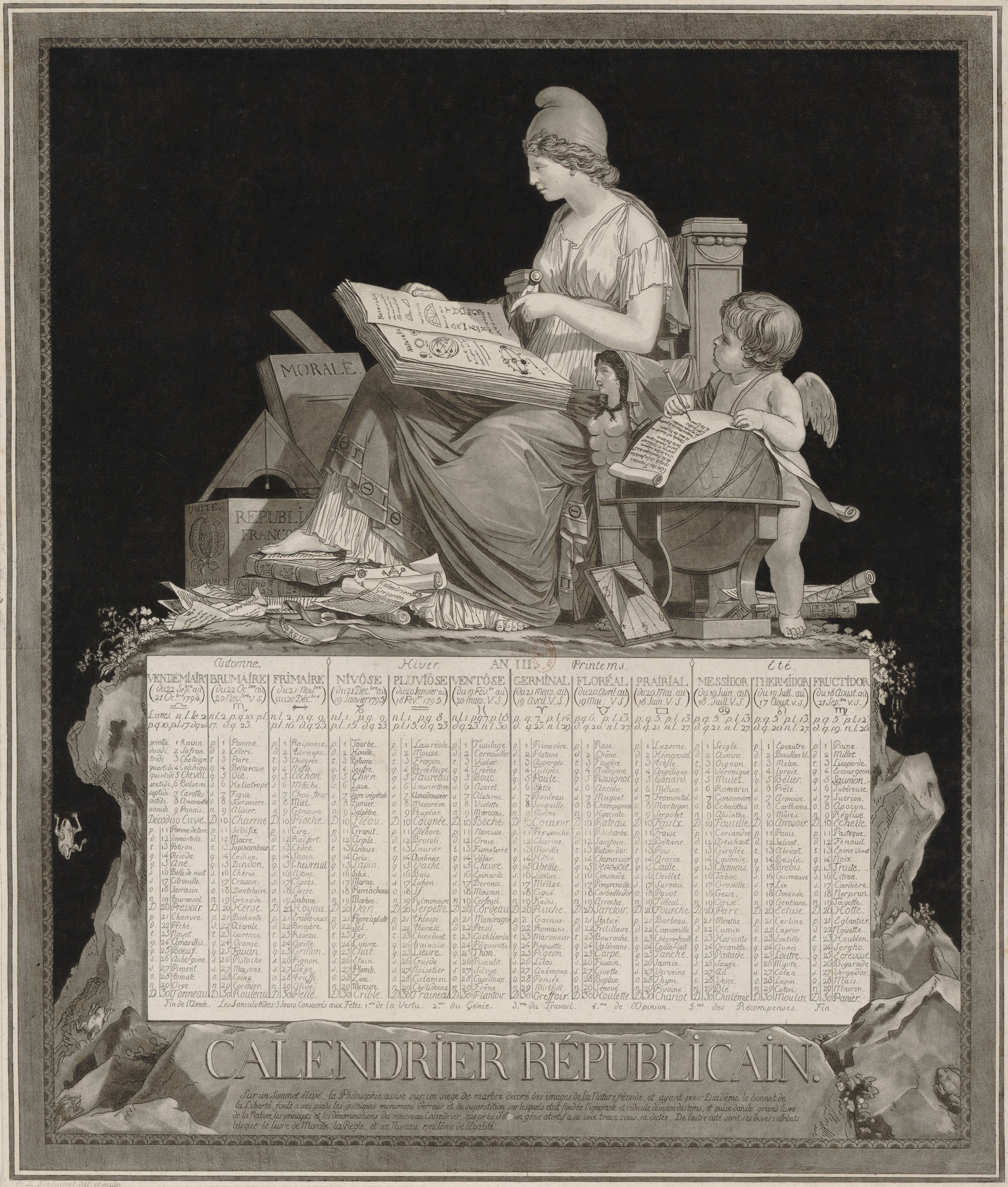
تقویم سال ۱۷۹۴ جمهوری فرانسه

تقویم جمهوری فرانسه یا تقویم انقلابی فرانسه تقویمی بود که در زمان انقلاب فرانسه از سوی انقلابیون طراحی و برگزیده شد. این تقویم برای مدتی نزدیک به ۱۲ سال، از اواخر ۱۷۹۳ تا ۱۸۰۵ و نیز به مدت ۱۸ روز در سال ۱۸۷۱ توسط کمون پاریس مورد استفاده قرار می‌گرفت.
بر این اساس یک سال پس از الغای نظام پادشاهی توسط مجمع ملی فرانسه، تقویم مسیحی گریگوری ملغی و تقویم جمهوری فرانسه جایگزین آن شد.

## پیش زمینه
دولت جمهوری فرانسه در تلاش برای از بین بردن مظاهر نظام پیشین، دست به تغییرات گسترده‌ای در ساختار زد. از جمله این تغییرات معرفی دستگاه اندازه‌گیری متریک و نیز یک تقویم تازه بود.

## ویژگی‌های تقویم

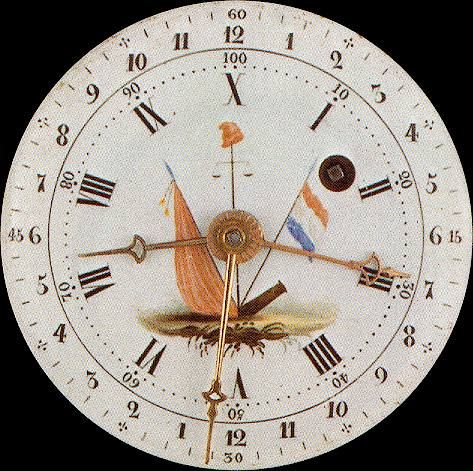
ساعت ده‌دهی

در تقویم جدید تمامی نمادهای مربوط به نهاد پادشاهی و مذهب حذف شد. هم چنین تلاش زیادی در جهت اعمال سیستم ده‌دهی در تقویم جدید انجام شده بود.

### سال
مبدأ شمارش سال‌ها در تقویم جدید، ۲۲ سپتامبر سال ۱۷۹۲ بود. این روز، زمان اعلام موجودیت جمهوری اول فرانسه و یک روز بعد از الغای سلطنت در این کشور بود. سال‌ها با اعداد رومی نمایش داده می‌شدند و هر سال از روز اعتدال پائیزی آغاز می‌شد.

### ماه
در تقویم جمهوری، هر سال به دوازده ماه تقسیم شده بود که طول همه این ماه‌ها یک سان و برابر ۳۰ روز بود. برای انطباق با سال اعتدالی در انتهای هر سال ۵ یا ۶ روز اضافه می‌شد. نام گذاری ماه‌ها بر اساس شرایط طبیعی و آب و هوا انجام شده بود. نام ماه‌های سال به ترتیب زیر بود:
- پائیز
  - واندِمیِر (به فرانسوی: Vendémiaire)، از ریشه لاتین به معنی برداشت انگور.
  - برومِر (به فرانسوی: Brumaire)، از ریشه فرانسوی به معنی مه.
  - فریمِر (به فرانسوی: Frimaire)، از ریشه فرانسوی به معنی یخبندان.
- زمستان
  - نی‌وُز (به فرانسوی: Nivôse)، از ریشه لاتین به معنی برفی.
  - پلوویوز (به فرانسوی: Pluviôse)، از ریشه لاتین به معنی بارانی.
  - وانتُز (به فرانسوی: Ventôse)، از ریشه لاتین به معنی بادی.
- بهار
  - ژِرمینال (به فرانسوی: Germinal)، از ریشه لاتین به معنی جوانه زدن.
  - فلورِئال (به فرانسوی: Floréal)، از ریشه لاتین به معنی گُل.
  - پرِرریال (به فرانسوی: Prairial)، از ریشه فرانسوی به معنی چمن‌زار.
- تابستان
  - مِسیدُر (به فرانسوی: Messidor)، از ریشه لاتین به معنی برداشت.
  - ترمیدُر (به فرانسوی: Thermidor)، از ریشه یونانی به معنی گرمای تابستان.
  - فروکتیدُر (به فرانسوی: Fructidor)، از ریشه لاتین به معنی میوه.

### هفته
هر ماه در تقویم جمهوری به سه هفته تقسیم شده بود که هر هفته شامل ۱۰ روز بود و روز دهم به عنوان روز تعطیل شناخته می‌شد. استفاده از هفته‌های ۱۰ روزه در آوریل سال ۱۸۰۲ کنار گذاشته شد.

### ساعت
در تقویم جمهوری هر روز به ۱۰ ساعت تقسیم می‌شد. هر ساعت به ۱۰۰ دقیقه و هر دقیقه به نوبه خود به ۱۰۰ ثانیه تقسیم شده بود. به این ترتیب هر ساعت در این تقویم برابر با ۱۴۴ دقیقه عادی، هر دقیقه برابر با ۸۶٫۴ ثانیه عادی و هر ثانیه برابر ۰٫۸۶۴ ثانیه عادی بود.
با توجه به عدم استقبال، سیستم ساعت ده‌دهی از ۷ آوریل ۱۷۹۵ به‌طور رسمی به حالت تعلیق درآمد.

## سرانجام
این تقویم در نهایت در تاریخ اول ژانویه ۱۸۰۶ توسط ناپلئون بناپارت ملغی شد.